# Macrobrachium jiangxiense
Macrobrachium jiangxiense är en kräftdjursart som beskrevs av Liang och Yan 1985. Macrobrachium jiangxiense ingår i släktet Macrobrachium och familjen Palaemonidae. Inga underarter finns listade i Catalogue of Life.